# IF Kville
IF Kville är en friidrottsförening med säte på Hisingen i Göteborg.
Föreningen startades 1921 och arrangerar Sveriges äldsta friidrottstävling[källa behövs] ”Kvilles Vårtävling”.
Häcklöparen Robert Kronberg, som 2001 satte svenskt rekord på 110 meter häck, har representerat klubben. Även trestegshopparen Pierre Andersson har tävlat för IF Kville.